# Microthremma griseum
Microthremma griseum is een schietmot uit de familie Helicophidae. De soort komt voor in het Neotropisch gebied.